# Лангобарды
Лангоба́рды (ломба́рды; лат. langobardī, от герм. «длиннобородые») — древнегерманское племя, в период великого переселения народов вторгнувшееся в Италию и создавшее там Лангобардское королевство. Лангобардское королевство просуществовало около двух веков, периодически отражая экспансию славян и византийцев, и в итоге было завоевано франками. Ассимилировавшись и слившись с другими народами, населявшими Италию в Средние века, лангобарды внесли свой вклад в формирование современного итальянского народа.
Именно от лангобардов исходит современное название североитальянской области Ломбардия.

## Происхождение
Лангобарды — древнегерманское племя, вероятно (по сообщениям античных авторов), родственное свевам или происходящее от них. В анонимном произведении «Происхождение народа лангобардов», датированном VII веком, приводится раннее название винилы (вероятно, означавшее волки, от прагерманского *wulfaz). Родиной винилов называется «остров Скадан» (то есть Сконе, юг Скандинавского полуострова). Затем, по легенде, винилы сменили название на лангобарды, что означало длиннобородые. Данный источник, несмотря на всю его ненадежность, является одним из основных при исследовании ранней истории лангобардов. Считается, что память о смене названия и о переселении на юг была мифологизирована и таким образом сохранена в устном предании до VII и VIII века, когда была записана. Об «острове Скандинавия» также пишет Павел Диакон, по его свидетельству, когда-то давно винилы из-за перенаселения были вынуждены тянуть жребий, после чего третья часть племени покинула родные места и уплыла.
Североевропейское происхождение лангобардов подтверждается генетическими, антропологическими, археологическими и более ранними литературными свидетельствами. Точная их прародина неизвестна. По сообщениям древнеримских авторов, в I—II веках н. э. лангобарды жили в районе устья Эльбы. Немецкий археолог Вилли Вегевитц определил захоронения раннего железного века в низовьях Эльбы как лангобардские.

### Палеогенетика
У 37 варваров VI века из Солада (Szólád, Венгрия) и Колленьо (Северная Италия) определены Y-хромосомные гаплогруппы R1b (21), I2a2 (8, все из Солада), E1b (2), I1a (2), T1a (2), R1a-S200 (1, из Солада), G2a1a1-Z6644 (1, из Колленьо).

## История лангобардов
Зародившись, если верить преданиям, на юге Скандинавии, лангобарды мигрировали на юг, в низовья Эльбы, где жили в соседстве с другими многочисленными древнегерманскими племенами и вступали в военные конфликты с римлянами на рубежах их империи. Затем свидетельства о лангобардах исчезают на несколько веков, пока они снова не начинают мигрировать на юг, теперь в ходе великого переселения народов.
Вторгнувшись в Италию в 568 году, лангобарды захватили весь полуостров и создали там Лангобардское королевство, состоявшее из нескольких княжеств или герцогств. Как и большая часть государств, созданных варварами на обломках Западной Римской империи, государства лангобардов оказались недолговечны. В 774 году королевство было завоевано франкским королем Карлом Великим и включено в состав Франкской империи.
Предания лангобардов сохранились в рассказах Павла Диакона, а также упомянуты в «Золотой легенде».

## Социальная структура

### В период миграции
Во время своего пребывания в устье Эльбы лангобарды контактировали с другими западногерманскими народами, такими как саксы и фризы. От этих племен, регулярно взаимодействовавших с кельтами (в первую очередь это относится к саксам), лангобарды переняли жесткое деление на касты, что редко встречалось у других германских народов.
Королевская власть появилась у германских народов, когда те признали необходимость единого военного командования. Людвиг Шмидт считал, что германские племена были разделены на кантоны и что самым ранним правительством было общее собрание, участники которого выбирали вождей кантонов и военачальников во время военных конфликтов. Все эти высшие чины, вероятно, принадлежали к знати. Из-за войн и кочевого образа жизни сложилась так, что представлял интересы всех остальных единственный представитель, король, но влияние народа на решения правительства полностью не исчезло. Павел Диакон описывает племенную структуру своего народа во время миграции:
…освободили лангобарды многих рабов от их ярма и сделали их свободными, дабы увеличить число своих воинов; и чтобы они могли считаться свободнорожденными, подтвердили им посвящение посредством стрелы, шепча при этом какие-то слова на их языке, дабы придать делу прочность.
При этом бывший раб оставался вассалом своего господина. Полная эмансипация, по-видимому, была дарована только франкам и лангобардам.

### В Лангобардском королевстве
Лангобардское общество было разделено на классы, напоминающие аналогичные слои общества в других германских государствах-преемниках Римском империи, Франкской Галлии и Испании при вестготах. Существовала знать, свободные люди, крепостные и, наконец, рабы. Аристократия при этом была более бедной и урбанизированной, чем где-либо ещё. Не только самые богатые и могущественные герцоги и король, но и вообще практически все лангобардские дворяне, как правило, жили в городах (в отличие от своих франкских собратьев). Всем им принадлежало в общей сложности всего лишь вдвое больше земель, чем купечеству. Для сравнения — франкские аристократы владели обширными участками земли, в сотни раз превышающими по площади те, что принадлежали всем остальным. Аристократия лангобардов к VIII веку сильно зависела от короля. На дворян возлагался ряд государственных обязанностей. В частности, многие лангобардские дворяне, судя по сохранившимся документам, были вынуждены служить судьями даже в случаях, когда занимали должности, предполагающие выполнение важных военных и законодательных функций.
Свободных людей в Лангобардском королевстве было гораздо больше, чем во франкских землях, особенно в VIII веке. В летописях фигурируют мелкие землевладельцы, собственники-земледельцы и рантье. Вероятно, как раз им и принадлежало более половины земель на территории современного севера Италии. Свободные люди были воинами или viri devoti («государевыми людьми»), то есть чиновниками. Они сформировали прослойку людей, подлежащих призыву на военную службу. Случалось такое, впрочем, нечасто, служба в армии не была основным родом деятельности вольного населения. Этим мелким землевладельцам все же не хватало влияния, чтобы контролировать действия короля и его сподвижников. Гораздо более могущественной в плане воздействия на политику и экономику была аристократия.
Процесс урбанизации в Лангобардском королевстве происходил по принципу образования так называемых «городов-островов». Находки археологов свидетельствуют о том, что крупные города ломбардской Италии — Павия, Лукка, Сиена, Ареццо, Милан — возникли на месте небольших городских центров внутри старых римских поселений. Города Римской империи были частично разрушены в ходе войн в V и VI веках. Ряд из них так и остались лежать в руинах, а древние памятники превратились в травяные поля, используемые в качестве пастбищ для животных. Так, Римский форум превратился в «Кампо Ваччино», пастбище коров. Уцелевшие части городов были небольшими, скромными. Там обычно был собор или большая церковь (часто роскошно украшенные), а также несколько общественных зданий и домов аристократии. Лишь важнейшие здания были каменными, остальные постройки — деревянными. В итоге обитаемые части городов отделили друг от друга участками пастбищ даже в пределах городских стен.

## Право
Первоначально у лангобардов не было письменных законов. Они руководствовались традиционным правом и обычаями, характерными для родоплеменной структуры их общества. Однако после вторжения в Италию и создания собственного государства, у лангобардов возникла необходимость записать и систематизировать свои законы. Первым и главным памятником их законотворчества стал Эдикт Ротари — масштабный сборник законов, написанный на варварской латыни. Он был принят и утвержден после обсуждения его знатью, 22 ноября 643 г. в Павии — столице королевства. Эдикт короля Ротари состоит из 388 статей, пролога и эпилога. Статьи охватывают уголовное, имущественное и семейное право, разбиты на главы. Эдикт был дополнен в 668 году девятью статьями королём Гримоальдом; 153 статьями за 713—735 годы — Лиутпрандом; 14 статьями в 745—746 годах — Ратхисом; 9 статьями в 750 году и 13 в 755 году — Айстульфом. Законодатели стремились отразить как можно больше конкретных случаев, не делали абстрактных рассуждений или общих запретов и предписаний. Казуистический подход к законам в принципе характерен для других варварских «правд» того времени.
Самым частым наказанием за различные преступления был фиксированный денежный штраф, уплачиваемый солидами (что тоже согласуется с другими варварскими законодательствами, например, Салической правдой франков). Вместе с тем, за ряд политических преступлений вводится смертная казнь с конфискацией имущества: за посягательство на жизнь короля, за укрывательство шпионов, за оставление соратника в бою (дезертирство?), мятеж и др. При этом даже за преступления, караемые смертью, иногда предусмотрена в качестве альтернативы огромная денежная компенсация («будет предан смертной казни или уплатит, по крайней мере, королю девятьсот солидов»).
Женщина не считалась самостоятельным членом общества. Над каждой свободной женщиной существовал мундиум (лат. mundium) — средневековое понятие покровительства, силы, защиты. Мундиум принадлежал либо отцу, либо мужу, либо иному опекуну девушки или женщины. Он и считается господином этой женщины. Например, подарок, сделанный женщине, переходит по праву к тому, кто имеет над ней мундиум. Если кто-то соблазнит или похитит девушку или женщину, то должен уплатить компенсацию её господину. Иногда, в спорных случаях, женщина сама могла выбрать, кому иметь над ней мундиум — родичам, мужу или же королю («перейдет под защиту королевской руки»).
В лангобардском обществе существовала кровная месть. Файда — вражда между родами или членами одной семьи — рассматривалась как негативное явление, законодатели старались погасить её компенсациями и штрафами, чтобы не доводить до убийств.
Хотя составители не стали использовать в качестве основы законодательства развитое римское право, они все же использовали отдельные римские выражения и юридические формулы. В начале влияние христианства на законы практически не прослеживается — нет упоминаний Бога, Господа, роли церкви в регламентации и контроле за жизнью мирян, но в более поздних дополнениях роль христианской веры увеличивается. В законодательстве короля Лиутпранда уже преследуется язычество, поощряются действия по обеспечению спасения души. Под влиянием римского права Лиутпранд впервые вводит тюремное заключение (мера наказания обычно не применяемая у древних германцев). Но в целом и после дополнений и заимствований лангобардское законодательство скорее остается типично германским, больше похожим на законы баваров, саксов, франков, англосаксов, чем на римское или византийское право.

## Религия

### До христианизации
Согласно «Происхождению народа лангобардов», до миграции лангобарды, как и их соседи, поклонялись древнегерманским языческим богам. По изложенной в этом источнике легенде, перед битвой вандалы молились Одину, а винилы (лангобарды) — его жене Фрейе, и та подсказала, как получить победу над вандалами. При этом из текста следует общность пантеона вандалов и винилов.
В главе 40 своей книги «Германия» римский историк Тацит, обсуждая свевские племена Германии, пишет, что лангобарды поклонялись богине плодородия Нерте, которую иногда отождествляют со скандинавской богиней Фрейей (либо её отцом Ньёрдом). Святой Барбат из Беневенто (VII век) описывал ряд языческих ритуалов и традиций лангобардов, разрешенных герцогом Ромуальдом, сыном короля Гримоальда: лангобарды, в частности, поклонялись золотой гадюке и падали перед ней ниц; они также воздавали почести дереву, на которое вешали шкуру дикого зверя, а завершались все эти церемонии публичными играми, причем шкура служила мишенью, в которую лучники пускали стрелы через плечо.

### Христианизация
Многие лангобарды приняли христианство ещё во время пребывания в Паннонии, но их обращение в веру было скорее номинальным. Во время правления короля Вахо лангобарды причисляли себя к католикам, состоявшим в союзе с Византийском империей. Затем король Альбоин обратился в арианство как союзник остготов и вторгся на территорию современной Италии. Все эти религиозные перипетии коснулись в первую очередь аристократии, тогда как простолюдины так и оставались язычниками.
В Италии под давлением католиков лангобарды более активно начали принимать христианство. При религиозной баварской королеве Таоделинде монархия попала под сильное католическое влияние. Теоделинда с самого начала поддерживала антиримскую коалицию в Расколе трех глав и осталась сторонником мятежного папы Григория I. В 603 году наследник престола Аделоальд принял католическое крещение. В течение следующего столетия арианство и язычество продолжали существовать в северо-восточной части королевства и в герцогстве Беневенто. Династия арианских королей проявляла военную агрессию и представляла угрозу для папства в Риме. В VII веке номинально христианская аристократия Беневенто все ещё практиковала языческие ритуалы, такие как жертвоприношения в священных лесах. Однако к концу правления Куниперта практически все лангобарды перешли из арианства в ортодоксальная веру — приняли католицизм. При Лиутпранде католицизм стал уже не номинальной, а реально практикуемой религией, поскольку король стремился оправдать свой титул правителя всей Италии, объединив юг полуострова с севером, а итало-римских и германских подданных — в представителей единого католического государства.
При этом в графстве Беневенто в VII—VIII веках сложился, по всей видимости, собственный литургический обряд, отличный от господствовавшего тогда римского. Беневентский обряд был более тесно связан с литургией амвросианского обряда, чем с римской литургией. Полностью обряд Беневенто не сохранился, но его элементы до сих пор используются при проведении местных богослужений и религиозных праздников. Беневентский обряд, по-видимому, был менее полным, менее систематичным и более литургически гибким, чем римский обряд. В Беневенто существовал собственный литургический распев, близкий к амвросианскому пению, но в XI веке он был вытеснен григорианским.

## Искусство

### Декоративно-прикладное искусство
Как и другие древнегерманские народы в период великого переселения, лангобарды в основном создавали произведения декоративно-прикладного искусства — то, что можно носить с собой и на себе. Например, украшения, оружие, детали конской упряжи. Артефакты, созданные лангобардами до контакта с византийцами в VI веке, мало отличаются от аналогичных изделий других древнегреманских племен. Но в VII—VIII веках наблюдается очень сильное влияние византийского стиля: появляется крест как символ христианства (сами византийцы начали использовать его не ранее VI века), изделия из стекла, скульптуры, выполненные по византийскому образцу.
Главным материалом при изготовлении украшений было золото. Использовалась также перегородчатая эмаль, вставки из стекла и не огранённых драгоценных камней. Звериный стиль встречается, но не так часто, как у более северных германских племен — скандинавов, англосаксов.
- Лангобардский стеклянный рог для питья (иногда называется ритоном). VI-VII вв.
- Миниатюрные амфоры из цветного стекла. VI-VII вв. Сокровище Сутри.
- Лангобардские золотые фибулы. Форма типична для древнегерманских украшений.
- Золотой крест из Лено (Ломбардия)
- Лангобардские серьги. VI-VII вв.

Сокровище Сутри — драгоценные предметы, обнаруженные в 1878 году в лангобардском могильнике в коммуне Сутри, Витербо в центральной Италии. Клад состоял из золотых и серебряных украшений (фибулы, крест, серьги, бусы, монеты), двух стеклянных рогов для питья и двух парных стеклянных амфор небольшого размера (вероятно, для парфюма или благовоний). Захоронение датировано рубежом VI и VII веков. Часть предметов была приобретена Британском музеем и хранится там до сих пор; местонахождение остальных предметов (например, второго рога) неизвестно.
Главное произведение ювелирного искусства лангобардов — так называемая Железная корона, которой короновались лангобардские правители. Хотя происхождение короны (имеющей форму скорее диадемы) традиционно связывается с племенем лангобардов, точное время и место её изготовления неизвестны. Следовательно, нет доказательств, что её создал лангобардский мастер.

### Архитектура
Принятие в VII веке веры никейского обряда (католичества) способствовало появлению христианской архитектуры — каменных храмов, украшенных рельефами снаружи и фресками внутри. Для строительства лангобардские правители привлекали «мастеров с острова Комо», которые владели некоторыми приемами римских зодчих. Однако были ли эти мастера по происхождению лангобардами или римлянами, неизвестно.
До наших дней сохранилось несколько лангобардских построек, однако их атрибутация затруднена тем, что дошедшие до наших дней здания обычно неоднократно перестраивались, поэтому мало что сохранили от своего изначального облика. Самые ранние из них находятся в Северной Италии, более поздние, зато в большем количестве — в Южной Италии.
Старейшим лангобардским памятником зодчества считается ораторий в Чивидале-дель-Фриули, или, как его ещё называют Храм (или «Храмик») лангобардов. Эта небольшая церковь была возведена в середине VIII века, вероятно, по воле короля Айстульфа и изначально служила дворцовой капеллой. Стены внутри были украшены фресками и барельефами из стукко — особо прочной штукатурки, напоминающей мрамор, которую использовали при отделке зданий ещё древнеримские мастера.
Церковь Святой Софии в Беневенто была возведена в 760 году герцогом Арехисом II и сохранила лангобардские фрески на стенах и капители на колоннах.
В Северной Италии развитие лангобардской архитектуры прекратилось в связи с франкским завоеванием, но в Южной Италии лангобардская традиция продолжалась до завоевания нормандцами в XI веке.
Сохранившиеся лангобардские постройки в Италии (или сооружения с лангобардскими элементами) включены в список «Лангобарды в Италии: места силы» и являются объектом Всемирного наследия ЮНЕСКО.
- Церковь святой Софии в Беневенто
- Храмик лангобардов, или Ораторий Пресвятой Девы Марии в Долине, Чивидале-дель-Фриули
- Храмик лангобардов внутри
- Аббатство Святого Иоанна в Арджентелле
- Баптистерий Сан-Джованни-ад-Фонтес в Ломелло